# Războiul celei de-a Cincea Coaliții
Războiul celei de-a Cincea Coaliții a fost un conflict militar din cadrul Războaielor napoleoniene, care a opus Regatul Unit și Imperiul Austriac, pe de o parte, Franței și aliaților săi. Conflagrația s-a derulat între 10 aprilie și 14 octombrie 1809, cuprinzând operațiuni militare pe mai multe teatre de operațiuni: teatrul principal din Germania centrală și Austria; cel din Polonia; cel din Italia de nord; cel din Saxonia; cel din Tirol și cel din Olanda.
Anii 1808 și 1809 aduc schimbări majore în geopolitica europeană, marcată în principal de răcirea relațiilor dintre Franța și Imperiul Rus. De asemenea, în contextul escaladării conflictului peninsular, mutarea unui număr mare de soldați francezi, din Germania centrală, în peninsula iberică fragilizează poziția Franței și aliaților săi în Europa centrală. Ca atare, Imperiul Austriac, profund dezavantajat în urma Războiului celei de-a Treia Coaliții, începe să își mobilizeze forțele. Regatul Unit, aflat în stare de război cu Franța încă din 1803, încurajează intențiile belicoase ale Vienei, promițând susținere financiară și intervenții militare în Olanda și în sudul Italiei.
În aprilie 1809, austriecii își lansează ofensiva, atacând simultan în Bavaria, Ducatul Varșoviei și nordul Italiei. La început, ofensiva austriacă are succes, dar curând armatele franceze și aliate, regrupate sub comanda Împăratului Napoleon I înving armatele habsburgice, atât pe teatrul principal de operațiuni din Germania, cât și pe celelalte fronturi. Viena capitulează pe 13 mai, dar Împăratul austriac Francisc I continuă războiul și ofensiva franceză este respinsă la sfârșitul lui mai, la Aspern-Essling. Cu toate acestea, Împăratul Napoleon își organizează o nouă ofensivă în iulie, trecând Dunărea și învingând trupele austriece ale Arhiducelui Carol la Wagram. Imperiul Austriac este nevoit să încheie un armistițiu și apoi să semneze un tratat de pace extrem de defavorabil la Tratatul de la Schönbrunn. Ofensiva britanică tardivă de la sfârșitul lui iulie se încheie dezastruos la Walcheren. În urma războiului celei de-a cincea Coaliții, Imperiul Austriac pierde o serie de teritorii iar Regatul Unit și insurgenții din Spania și Portugalia rămân singurii oponenți semnificativi ai lui Napoleon pe continentul european.

## Context istoric
În anul 1809, Franța napoleoniană se afla la apogeul gloriei sale și domina întreaga Europă, fie în mod direct, fie prin intermediul statelor satelite conduse de oameni de încredere ai împăratului francez. După tratatul de la Tilsit, Rusia devenise, mai degrabă în mod forțat decât de bună voie, aliat al Imperiului Francez iar Prusia se găsea în aceeași situație ingrată. Imperiul Austriac, învins decisiv în Războiul celei de-a Treia Coaliții, aștepta momentul oportun pentru a răzbuna umilința de la Austerlitz. Marea Britanie rămânea singurul beligerant care mai lupta împotriva Franței. Acesteia i se adăugau trupele spaniole și portugheze și gherilele acestor țări, care luptau împotriva trupelor franceze, considerate invadatoare. Ceea ce începuse printr-o serie de confruntări cu populația civilă din Spania se transformase curând într-un război de gherilă de amploare, la care s-au adăugat și numeroase elemente din armata regulată spaniolă. În plus, o armată britanică debarcase în Portugalia pentru a susține războiul celor două popoare iberice împotriva francezilor.

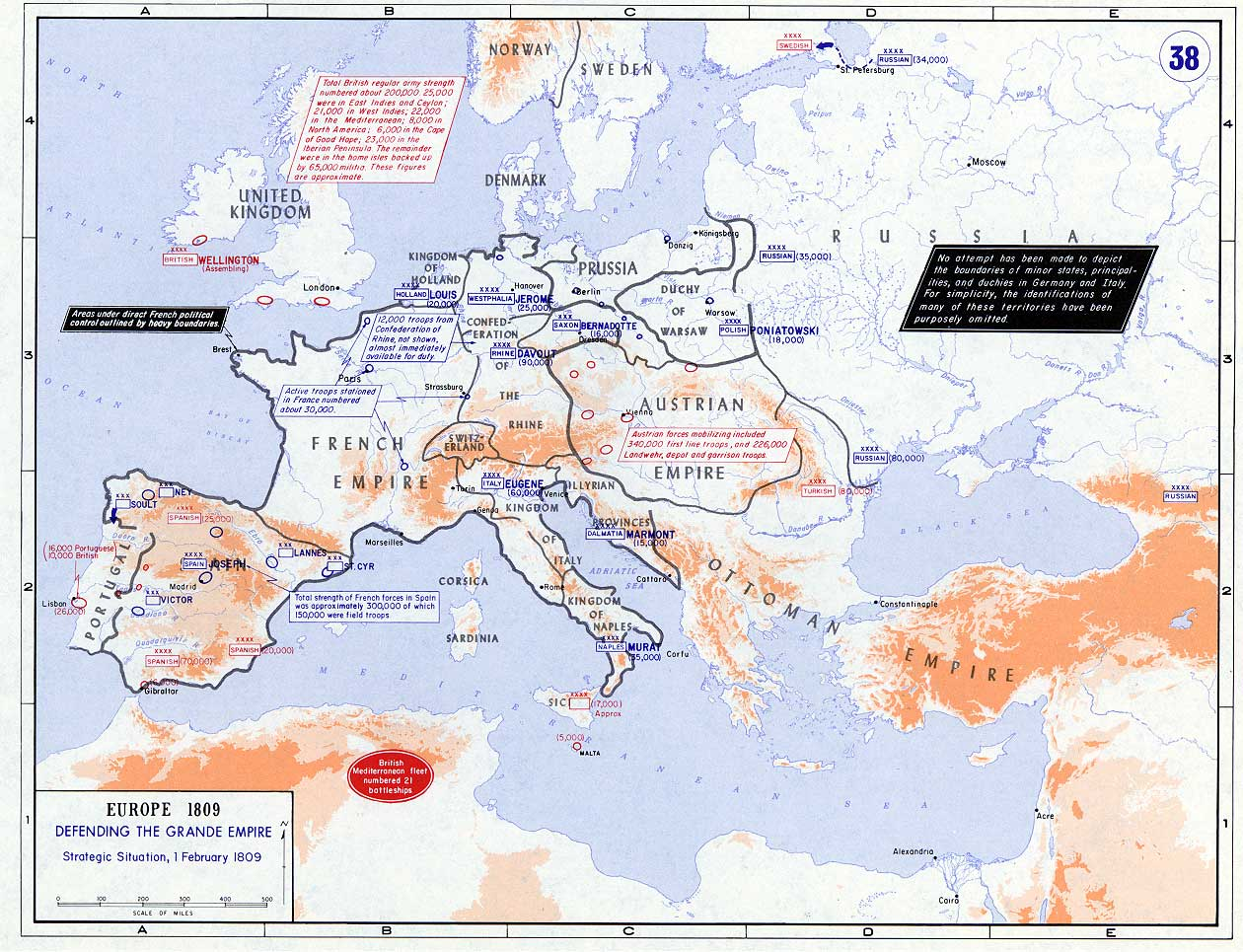
Situaţia strategică a Europei la debutul campaniei din 1809

Conștient fiind de necesitatea încheierii grabnice a „Afacerii spaniole”, Împăratul Napoleon decide să transfere în peninsula iberică circa 200 000 de soldați din Germania. Astfel, aproape două treimi din armata franceză a Imperiului, 305 000 de oameni, ajung să acționeze în Spania, schimbând dramatic situația strategică din Europa Centrală: pentru prima oară din 1805, francezii și aliații lor nu mai dețineau superioritatea numerică față de trupele monarhiei habsburgilor, iar astfel, în cazul izbucnirii războiului între cele două imperii, francezii nu ar fi putut să își aducă trupe din Spania înainte ca austriecii să treacă granițele franceze. Se estima că Imperiul Francez nu ar fi putut să mobilizeze în timp util decât circa 200 000 de oameni. Această estimare s-a dovedit destul de corectă iar o mare parte din aceste trupe nu puteau fi decât recruți, cu nivel de instrucție joasă și deci cu valoare scăzută. Între timp, conform acestor estimări, Imperiul Austriac ar fi putut să mobilizeze 470 000 de oameni, inclusiv milițiile Landwehr, suficient pentru a deține o supremație strategică zdrobitoare. Istoria a dovedit că austriecii și-au supraestimat capacitățile și viteza de mobilizare. Anumiți generali din Înaltul Comandament subliniau importanța crucială a acestor miliții, mai ales în cazul necesității respingerii unei ofensive franceze pe teritoriile  coroanei austriece. Aceste trupe se vor dovedi însă relativ slab antrenate, slab înarmate și mai ales lipsite de dorința de a se prezenta sub arme și de a lupta.
În afară de aceste considerente, Marea Britanie și-a semnalat intenția de a acorda subsidii de război consistente și a promis chiar să debarce o armată pentru a deschide un nou front în Europa de Nord. Această armată a fost în final trimisă, dar mult prea târziu, după ce Imperiul Austriac fusese învins. Corpul expediționar britanic a debarcat pe insula olandeză Walcheren, de unde a trebuit să se retragă curând, din cauza bolilor și a imposibilității de a acționa pe continent. În cercurile înalte ale Curții de la Viena se vorbea de asemenea despre faptul că Prusia ar fi dispusă să se mobilizeze la rândul său pentru a susține ofensiva austriacă. Cât despre Rusia, se considera pe bună dreptate că acest stat, teoretic aliat al Franței, nu va întreprinde nimic împotriva posesiunilor austriece din est. Tot acest raționament a fost inclus într-un raport detaliat al prințului Metternich, pe acea vreme ambasador al Imperiului Austriac la Paris, raport foarte bine primit de Curtea vieneză, mai ales de cercurile belicoase ce doreau o revanșă rapidă și decisivă. Nu în ultimul rând, se conta pe o insurecție antifranceză, de tip spaniol, pe toată suprafața Germaniei, în regatele-satelit, controlate de Franța: Bavaria, Saxonia și Württemberg. În realitate, doar în Tirolul bavarez vor avea loc insurecții antifranceze semnificative și destul de ample pentru a da peste cap comunicațiile franceze și a măcina forțele acestora într-un război ucigător de gherilă.

## Campania din Germania și nordul Italiei

### Planurile de campanie

#### Planul austriac
La cererea Coroanei, Comandamentul austriac concepe un plan de atac împotriva tuturor teritoriilor controlate de francezi, cu o ofensivă principală în Bavaria, precedată de atacuri pe teatre de operațiuni secundare în Italia și Polonia, administrată de un guvernator francez și aparținând de Regatul Westfaliei, condus de regele Jérôme. Urmau să aibă loc ofensive rapide, neașteptate, menite să nu lase francezilor timp să își concentreze forțele: arhiducele Ioan de Austria urma să conducă o armată de 60 000 de oameni, denumită „Armata Austriei Interioare”, ce avea să atace în nordul Italiei; armata Galiției urma să cuprindă 30 000 de soldați, 10 000 de oameni urmau să fie trimiși pentru a lupta în Dalmația contra generalului francez Marmont, iar 8 000 de oameni erau masați la granița cu Regatul Saxoniei, pentru a susține eventuale revolte antifranceze. Armata principală austriacă, cuprinzând peste 200 000 de oameni, puși sub comanda celui mai capabil comandant austriac, arhiducele Carol, urma să lanseze ofensiva în sudul Germaniei și să învingă aici armata principală franceză. Este de notat totuși că arhiducele împărtășea viziunea tuturor militarilor din înalta aristocrație habsburgică, conform căreia armata era un liant care trebuia să asigure unitatea imperiului multinațional. Din această cauză, pierderea armatei într-o bătălie decisivă ar fi fost o catastrofă ce ar fi putut amenința chiar existența monarhiei, motiv pentru care arhiducele, un strateg oricum destul de precaut, era mai degrabă preocupat să nu fie învins decât să câștige. Totuși, deși ofensiva nu era în firea sa, arhiducele Carol părea să fie singura opțiune viabilă pentru o comandă atât de importantă.

#### Planul francez
Ambele părți, atât austriecii cât și francezii, vedeau Germania ca fiind principalul teatru de operațiuni pentru războiul ce se anunța. Astfel, Napoleon I, conștient că un nou război cu monarhia de la Viena este iminent, este nevoit să părăsească teatrul de operațiuni din Spania și revine la Paris. Împăratul nu se așteaptă la o mobilizare austriacă rapidă, iar ofensiva acestora de la începutul lunii aprilie îl ia prin surprindere. Planul francez prevedea posibilitatea ofensivelor din teatrele de operațiuni amintite, dar considera orice alte operațiuni în afară de cele din Germania ca fiind secundare. Ca de obicei, planul împăratului francez cuprindea strategia sa favorită de a angaja inamicul cât mai curând într-o confruntare majoră, de a-l învinge decisiv și apoi de a-i ocupa capitala pentru a-l obliga să facă pace. Împăratul Napoleon urma să se pună în fruntea principalei armate franceze de 180 000 de oameni, viceregele Eugène și armata sa franco-italiană de 70 000 de oameni urma să rămână în defensivă în fața arhiducelui Ioan, dar avea ordin să îl urmărească pe acesta dacă ar fi încercat să facă joncțiunea cu armata principală austriacă de peste Alpi. Prințul Poniatowski urma să ia comanda tuturor trupelor din Marele Ducat al Varșoviei și să rețină aici orice armată austriacă din zonă sau să o angajeze dacă aceasta ar încerca să intervină pe teatrul principal de operațiuni.

### Cele două armate

#### Armata austriacă
Armata austriacă se afla de circa doi ani în plină reformă, menită să reducă decalajul față de cea franceză, decalaj pe care mulți îl negaseră dar care devenise evident după înfrângerile zdrobitoare din 1805. Sarcina reformării armatei fusese acceptată de Arhiducele Carol, însă acesta s-a lovit deseori de rezervele și suspiciunea propriului său frate, împăratul Francisc I și de ideile generalilor mai în vârstă, tributari concepțiilor strategice ale secolului XVIII. Cu toate acestea, Arhiducele a reușit să impună anumite reforme: schimbarea structurii batalioanelor și regimentelor, standardizarea calibrelor de artilerie, servanți specializați care să mute artileria, interzicerea pedepselor corporale, introducerea împărțirii armatei pe Corpuri de armată etc. Totuși, la doar o lună de la începerea campaniei, Arhiducele decide să abandoneze împărățirea pe Corpuri și să revină la vechiul sistem de comandă centralizat, deoarece a constat că această reformă, introdusă de doar câteva luni, nu era înțeleasă de majoritatea comandanților săi și nu a dat roade pe câmpul de bătălie. Ea a fost păstrată doar nominal la Wagram, pentru a desemna mai ușor unitățile pe care comandantul austriac le avea în subordine. Față de 1805, armata austriacă era mai bine antrenată, mai bine organizată și mai bine condusă. Cu toate acestea, Arhiducele Carol beneficia de puțini comandanți de valoare, promovarea la vârf făcându-se deseori în funcție de apartenența la înalta nobilime imperială. Deși atât infanteria cât și cavaleria austriacă cuprindeau elemente de miliții Landwehr, în general de calitate îndoielnică, acestea erau nesemnificative ca număr la Wagram, unde Arhiducele beneficia de cele mai bune trupe de care dispunea Imperiul la acel moment. Arhiducele putea conta și pe prezența unei cavalerii grele consistente, dar inferioare numeric celei franceze.

#### Armata franceză și aliată
Ca și cea austriacă, nici armata franceză nu mai era cea din 1805, însă, spre deosebire, de inamic care crescuse ca valoare față de 1805, trupele franceze aveau un nivel general mai scăzut: o bună parte din infanteriștii francezi erau proaspăt recrutați și nu mai participaseră la nici o campanie iar o parte dintre ei erau chiar din „promoția” 1810, deci soldați a căror instrucție nu se încheiase încă dar de care era nevoie pentru a suplimenta rândurile franceze, în absența veteranilor plecați în Spania. Desigur, pe lângă aceste unități proaspete și neîncercate în luptă se aflau și mulți veterani, cum ar fi renumitul Regiment 57 de Linie, supranumit Le Terrible și mai ales o mare parte din Gardă. Acesteia tocmai i se adăugaseră 8 noi batalioane de infanterie (2 de Tirailleurs Chasseurs, 2 de Tirailleurs Grenadiers, 2 de Fussiliers Chasseurs și 2 de Fussiliers Grenadiers) și 4 escadroane de cavalerie („Chévauxlègers polonais” sau „Cai ușori polonezi ”), denumite "Tânăra Gardă" - trupe formate din cei mai buni recruți, excelent antrenate. Trupelor franceze li se adăugau importante contingente străine, mai ales germane, de valori diferite. Faptul că valoarea medie a armatei franceze era mai scăzută decât aceea a armatei din 1805 este adevărată doar cu privire la soldați și la ofițerii inferiori, deoarece, aproape fără excepție, comandanții francezi de la nivelul de general de brigadă în sus, erau bine pregătiți și foarte experimentați. Armata franceză nu era în curs de reformare decât cu privire la artilerie și deci nu a avut nevoie să experimenteze foarte mult în cursul campaniei. Cavaleria franceză era formată în mare parte din unități experimentate, cuprindea unele dintre cele mai bune unități de cavalerie grea și era extrem de numeroasă.

### Desfășurarea ostilităților

#### Ofensiva austriacă în Bavaria

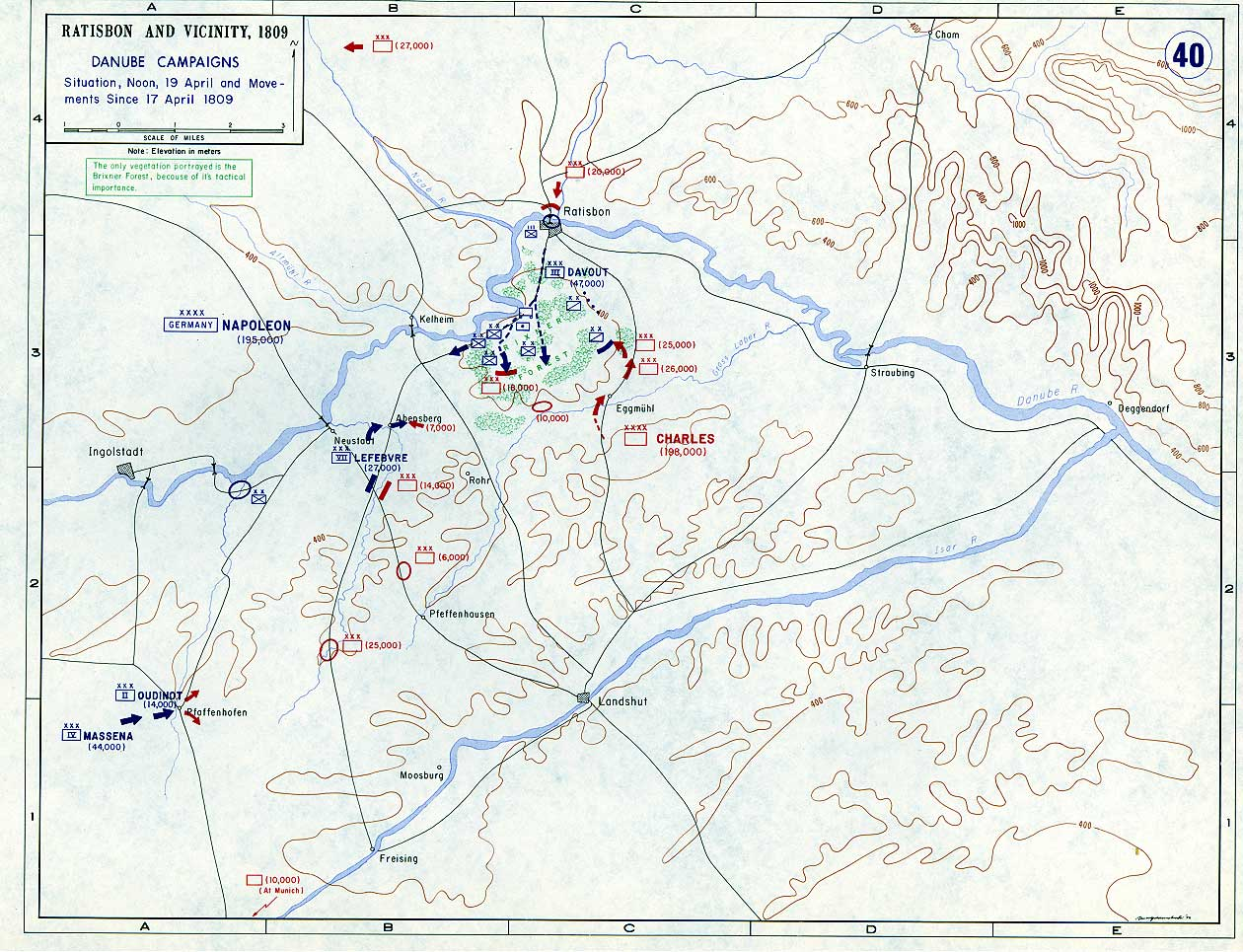
Manevrele iniţiale ale Arhiducelui Carol în Bavaria

Începutul campaniei este favorabil austriecilor, care trec granița bavareză în noaptea de 9-10 aprilie, fără declarație de război prealabilă și înaintează spre vest, dând peste cap diversele Corpuri franceze și germane, care nu apucaseră să își concentreze forțele. Este de notat că austriecii au pierdut aproape o lună: armata principală austriacă ar fi putut ataca din Boemia, unde fusese masată inițial pentru a aștepta și a face joncțiunea cu armata prusacă, în martie. Cum Prusia a decis că nu este prudent să se implice, austriecii au abandonat ofensiva din regiunea boemă și au mutat trupele la sud. În orice caz, ofensiva austriacă a surprins armata franco-germană („Marea Armată din Germania”) dispersată în toată Germania de sud și centrală, iar comandantul armatei, mareșalul Berthier, a ordonat replierea, solicitând venirea grabnică a Împăratului de la Paris. Odată ajuns pe teatrul de operațiuni din Germania, Napoleon schimbă brusc datele problemei: în puțin timp reușește să manevreze diferitele sale Corpuri de armată astfel încât să le dispună conform strategiei sale preferate de marș, „le bataillon carré” („batalionul pătrat”), formație ce presupune ca fiecare corp al armatei să mărșăluiască separat în direcția inamicului, la distanță de o zi de marș unul de altul. Corpurile de armată erau dispuse în așa fel încât să alcătuiască un pătrat, maximizând astfel probabilitatea de a repera armata inamică. Odată ce un Corp de armată reperează inamicul, îl va ataca imediat pentru a-l reține pe loc iar celelalte Corpuri de armată îi vor veni în ajutor, în marș forțat.

#### Contraofensiva lui Napoleon

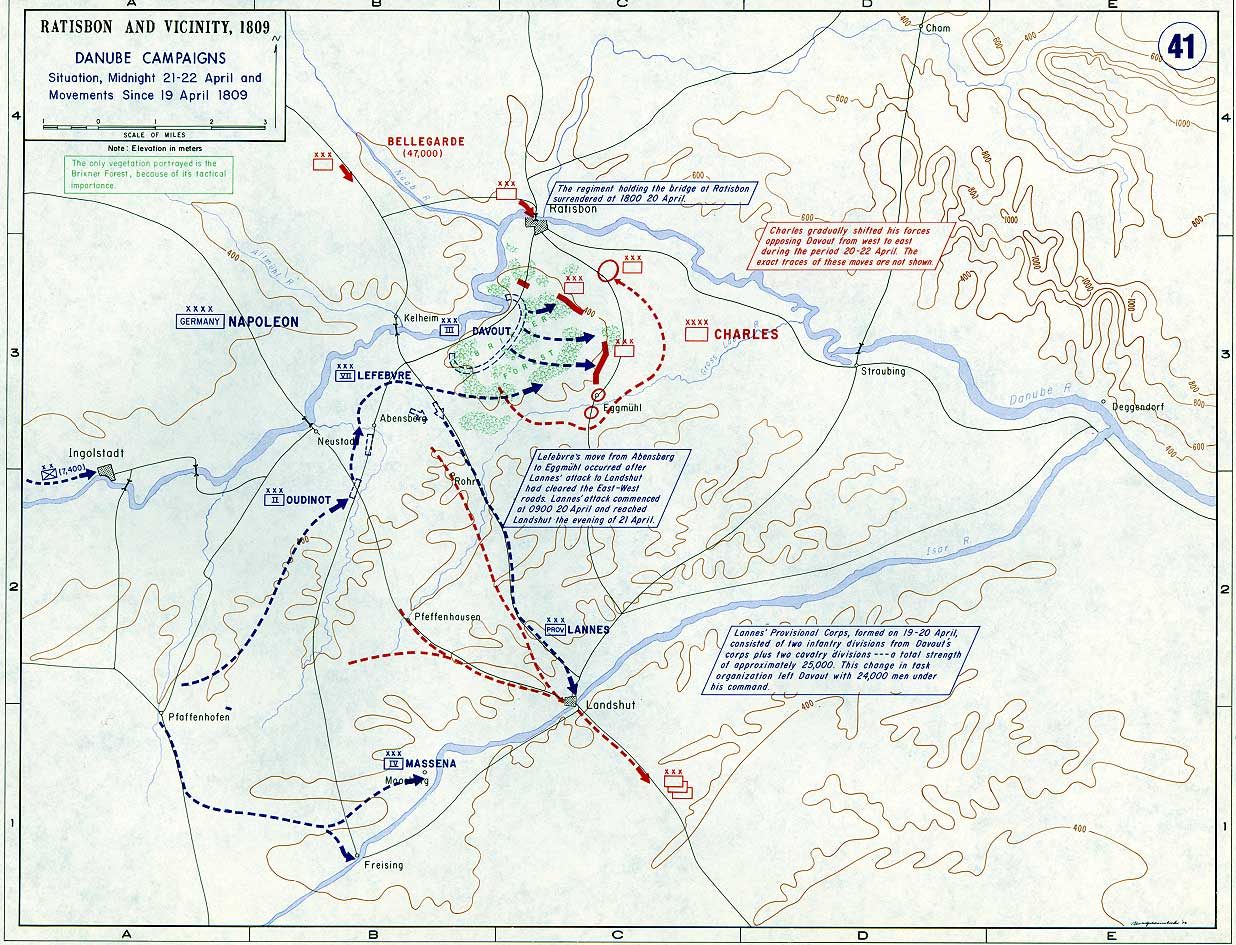
Contraofensiva franceză şi replierea armatei austriece

În acest fel, Napoleon reușește să îi smulgă Arhiducelui Carol inițiativa prin „Manevra Landshut”, înfruntându-i pe austrieci într-o serie de bătălii: Landshut, Eckmühl și Ratisbon, victorii franceze importante dar care nu reușeșc să distrugă armata austriacă, ce se retrage disciplinat. De asemenea, în urma acestei manevre, Corpul de armată al generalului austriac von Hiller este separat de armata principală. Arhiducele Carol, învins dar nu bătut decisiv, se retrage în Boemia, știind că este încă la comanda unei armate considerabile și capabile de luptă. Cât despre Împăratul francez, acesta își încalcă regula sa obișnuită de a nu ocupa capitala inamică fără a-i fi învins în prealabil armata și deci ocupă Viena pe 12 mai, sperând că astfel va obține pacea.
Împăratul Francisc I, în ciuda sfaturilor fratelui său, Arhiducele Carol, refuză să se considere învins și dorește continuarea războiului, motiv pentru care Arhiducele Carol își aduce trupele la nord de Viena, pe malul drept al Dunării, pentru a atrage armata franceză în capcană, determinând-o să se separe în încercarea de a trece fluviul.

#### Teatrele secundare de operațiuni
În timpul acestor operațiuni de pe teatrul principal, viceregele Eugène era învins într-o primă fază la Sacile de Arhiducele Ioan, pierzând Veneția și fiind nevoit să se replieze spre Verona. Cu toate acestea, cu ajutorul experimentaților generali MacDonald și Grenier, Eugène întoarce situația militară în favoarea sa, reluând ofensiva și învingând „Armata Austriei Interioare” a Arhiducelui Ioan și împingând-o înapoi până în Slovenia și apoi în Ungaria. Apoi, Eugène încearcă în van să instige o revoltă anti-austriacă în Ungaria, pentru ca apoi să se alăture armatei franceze principale din jurul Vienei
La rândul său, generalul Marmont reușește să învingă forțele austriece ce i se opuneau în Dalmația, făcând joncțiunea cu comandantul său, prințul Eugène și aducându-și trupele în preajma Vienei în ziua de 6 iulie.
În Galiția, Prințul Poniatowski este învins într-o primă fază de forțele Arhiducelui Ferdinand  și pierde Varșovia, dar apoi revine și îi învinge pe austriece la Raszyn, ținând în șah armata austriacă din Galiția.
Luptând împotriva insurecției pro-austriece, Mareșalul Lefebvre și regele Jérôme al Westfaliei mențin sub control, chiar dacă precar, insurecțiile din Tirol, respectiv Saxonia.

#### Bătălia de la Aspern-Essling
Atunci când Napoleon I, după ce ocupase în prealabil Viena, încearcă, la sfârșitul lui mai, să treacă Dunărea în dreptul localităților Aspern și Essling, arhiducele Carol trece imediat la ofensivă, atacând cu îndârjire și abilitate forțele franceze mult inferioare numeric. Deosebit de sângeroasă, Bătălia de la Aspern-Essling se încheie cu victoria austriecilor, care profită de debitul brusc sporit al Dunării, care rupe podurile construite de francezi și astfel îi împiedică pe aceștia să primească întăriri. Francezii sunt respinși dar victoria austriacă nu este defel decisivă: Napoleon conduce excelent retragerea și păstrează trupe pe insula Lobau, pe care o va transforma în următoarele săptămâni în rampă de lansare pentru o nouă trecere a fluviului. Arhiducele Carol face greșeala de a ceda inițiativa și nu bombardează insula, astfel că francezii sunt liberi să se regrupeze și să consolideze podurile peste Dunăre. Și aceasta deoarece una dintre problemele majore cu care francezii s-au confruntat în precedenta bătălie de la Aspern-Essling a fost că austriecii au reușit de mai multe ori să distrugă podurile construite de francezi, lansând barje cu explozibil în aval și izolând astfel trupele franceze ce apucaseră să treacă fluviul de grosul armatei.

#### Bătălia de la Wagram, Armistițiul de la Znaim
Regrupați în jurul Vienei și pe insula Lobau, francezii primesc întăriri consistente și astfel, pe 4 iulie, lansează o nouă ofensivă, avându-l ca vârf de lance pe experimentatul Mareșal Masséna, care trece fluviul primul, cu puternicul său Corp de armată. Este urmat apoi de celelalte Corpuri de armată franceze și de Garda Imperială. Napoleon își dispune trupele pe un front mai restrâns decât Arhiducele Carol, acesta din urmă repliindu-se spre localitatea Deutsch-Wagram, în spatele unei linii fortificate, pregătite anume pentru a contracara o ofensivă franceză. Bătălia de la Wagram durează două zile și este extrem de sângeroasă, rezultat al marii concentrații de artilerie. Pe 6 iulie, în ciuda unei contraofensive îndrăznețe, austriecii nu își coordonează suficient de bine atacurile și francezii reușesc mai întâi să le împingă înapoi aripa stângă, apoi să le flancheze aripa dreaptă și, în final, să le spargă centrul, obligându-i la o retragere precipitată. „Armata Austriei Interioare”, condusă de Arhiducele Ioan, a sosit pe câmpul de bătălie doar în seara zilei de 6 iulie, după ce bătălia fusese deja pierdută. În total, austriecii au lăsat pe câmpul de bătălie aproape 35 000 de morți și răniți, de două ori mai mulți decât francezii. Bătălia de la Wagram avea să fie ultima victorie decisivă a lui Napoleon, în sensul că avea să fie ultima bătălie care frânge dorința inamicului de a mai continua războiul.
Austriecii, împinși înapoi în Boemia, sunt complet demoralizați și armata este într-o stare avansată de dezorganizare, nemaifiind capabilă să opună o rezistență suficientă în fața ofensivei franceze, astfel că austriecii semnează un armistițiu la Znaim.

#### Debarcarea britanică la Walcheren
După încheierea armistițiului, o armată britanică de peste 40 000 de oameni reușește să debarce pe insula Walcheren, în Zeelanda. Cu toate acestea, britanicii, conduși de Lord Chatham, fratele mai mic al lui William Pitt Junior, nu întreprind nimic semnificativ, deși ar fi putut ușor să cucerească portul Anvers. Astfel, francezii au timp să îl trimită pe Mareșalul Bernadotte cu un Corp de armată, pentru a bloca operațiunile britanice. Aceștia din urmă, suferind enorm de pe urma unei epidemii, se îmbarcă în septembrie, fără a fi putut realiza nimic.

## Consecințe
Contrar amenințărilor sale inițiale, Napoleon I permite menținerea unității Imperiului austriac și rămânerea pe tron a Împăratului Francisc I și a dinastiei Habsburg. Pacea este semnată pe 14 octombrie la Schönbrunn, Austria pierzând o șesime din populație (4 milioane de locuitori), în favoarea aliaților Franței, în principal Bavaria și Ducatul Varșoviei. Austria pierdea prin acest tratat orice acces la mare. O indemnizație de război de 55 de milioane de franci se adăuga acestor pierderi teritoriale, Imperiul Austriac aderând de asemenea la Blocada Continentală și se obliga să își reducă trupele la 150 000 de oameni.